# Прайм-Хед
63°12′48.37″ пд. ш. 57°18′5.28″ зх. д. / 63.2134361° пд. ш. 57.3014667° зх. д.
Прайм-Хед (англ. Prime Head) — найпівнічіша точка Антарктиди, мис, який утворює північний край Антарктичного півострова. Інші назва — Сіфре — була дана під час Французької антарктичної експедиції 1837-1840 років на чолі з Жулем Дюмоно-Дюрвілем.
Мис Прайм-Хед — це єдина крайня точка Антарктиди. На відміну від інших континентів, для Антарктиди неможливо визначити ані крайню західну, ані східну точку, позаяк від південного полюсу, який розташований на території Антарктиди, усі напрямки ведуть лише на північ. Найближча до Прайм-Хед антарктична станція — Есперанса — належить Аргентині і розташована за 26 км від мису.

## Клімат
Клімат — помірний морський.
| Клімат Сан-Сальвадора, столиці Сальводору                            | Клімат Сан-Сальвадора, столиці Сальводору | Клімат Сан-Сальвадора, столиці Сальводору | Клімат Сан-Сальвадора, столиці Сальводору | Клімат Сан-Сальвадора, столиці Сальводору | Клімат Сан-Сальвадора, столиці Сальводору | Клімат Сан-Сальвадора, столиці Сальводору | Клімат Сан-Сальвадора, столиці Сальводору | Клімат Сан-Сальвадора, столиці Сальводору | Клімат Сан-Сальвадора, столиці Сальводору | Клімат Сан-Сальвадора, столиці Сальводору | Клімат Сан-Сальвадора, столиці Сальводору | Клімат Сан-Сальвадора, столиці Сальводору | Клімат Сан-Сальвадора, столиці Сальводору |
| Показник                                                             | Січ.                                      | Лют.                                      | Бер.                                      | Квіт.                                     | Трав.                                     | Черв.                                     | Лип.                                      | Серп.                                     | Вер.                                      | Жовт.                                     | Лист.                                     | Груд.                                     | Рік                                       |
| Середній максимум, °C                                                | 3,1                                       | 2,6                                       |                                           | −3,4                                      | −5,6                                      | −6,6                                      |                                           | −6,2                                      | −2,7                                      | 0,3                                       | 1,3                                       | 3,2                                       | 3,2                                       |
| Середня температура, °C                                              | 0,5                                       | −0,5                                      | −3,1                                      | −7,3                                      | −9,6                                      | −10,9                                     | −10,8                                     | −10,5                                     | −7                                        | −3,6                                      | −1,7                                      | 0,4                                       |                                           |
| Середній мінімум, °C                                                 | −1,8                                      | −2,9                                      | −6,4                                      | −11,1                                     | −13,4                                     | −15,1                                     | −15                                       | −14,7                                     | −11,1                                     | −7,4                                      | −4,6                                      | −2,1                                      | 15,1                                      |
| -------------------------------------------------------------------- | ----------------------------------------- | ----------------------------------------- | ----------------------------------------- | ----------------------------------------- | ----------------------------------------- | ----------------------------------------- | ----------------------------------------- | ----------------------------------------- | ----------------------------------------- | ----------------------------------------- | ----------------------------------------- | ----------------------------------------- | ----------------------------------------- |
| Джерело: Weather statistics for Prime Head (Antarctica) // www.yr.no |                                           |                                           |                                           |                                           |                                           |                                           |                                           |                                           |                                           |                                           |                                           |                                           |                                           |